# Labesserette
Labesserette település Franciaországban, Cantal megyében. Lakosainak száma 297 fő (2022. január 1.). Labesserette Junhac, Lacapelle-del-Fraisse, Ladinhac, Lapeyrugue, Montsalvy, Sansac-Veinazès és Lafeuillade-en-Vézie községekkel határos.

## Népesség
A település népességének változása:
| Lakosok száma | 347  | 303  | 291  | 264  | 289  | 292  | 293  | 291  | 291  | 297  |
|               | 1968 | 1982 | 1990 | 2006 | 2013 | 2015 | 2017 | 2019 | 2020 | 2022 |